# Universiteit van Melbourne
De Universiteit van Melbourne (UoM) is een openbare universiteit in de Australische stad Melbourne. Het is de oudste universiteit in de deelstaat Victoria. De primaire campus van de universiteit bevindt zich in Parkville, een buitenwijk van Melbourne. De universiteit maakt deel uit van de Australische Groep van Acht.
De Universiteit van Melbourne geldt als een van de beste van Australië en in de wereld, vooral op het gebied van techniek, kunst, rechten, geesteswetenschappen en biomedische wetenschappen. De universiteit heeft rond de 44.000 studenten, en bijna 7000 stafleden.

## Geschiedenis
De universiteit werd opgericht door Hugh Childers in 1853, via een wetsvoorstel dat op 22 januari van dat jaar werd goedgekeurd door het parlement van Victoria. In 1855 stelde de universiteit haar deuren officieel open. De universiteit begon met 3 professoren en 16 studenten. De oorspronkelijke gebouwen werden officieel geopend door de toenmalige luitenant-gouverneur van de kolonie Victoria, Sir Charles Hotham.
In de begindagen van de universiteit werd een plan opgesteld voor de architectuur van de gebouwen. Deze moesten in de neogotische stijl worden gebouwd. De architectuur werd vooral beïnvloed door Melbournes eigen architect Joseph Reed. Sinds 1935 biedt de universiteit plaats aan het Grainger Museum over Australische muziek en het leven van de klassieke musicus en saxofonist Percy Aldridge Grainger.
De inauguratie van de universiteit werd mogelijk gemaakt door de rijkdom die voortvloeide uit de Victoriaanse goudkoorts. De universiteit was aanvankelijk seculier. Zo mocht er geen onderwijs worden gegeven in theologie. Mede door de protesten van de lokale bevolking werden de regelingen in de jaren 60 van de 19e eeuw versoepeld. In 1881 werd de universiteit ook opengesteld voor vrouwen.

## Faculteiten
De universiteit telt de volgende faculteiten:
- Bouwkunde
- Geesteswetenschappen
- Economie en Handel
- Onderwijskunde
- Ingenieurswetenschappen
- Landbouw en milieu
- Rechten
- Geneeskunde, tandheelkunde en gezondheidswetenschappen
- Muziek
- Natuurwetenschappen
- Diergeneeskunde

Al deze faculteiten bieden opleidingen aan van bachelor- tot doctoraatsniveau.

## Verwante colleges
Sinds 1872 zijn er aan de Universiteit van Melbourne verbonden colleges. De oudste hiervan trachtten het model van de Britse colleges te volgen, in het bijzonder die van Oxford. Er zijn in totaal 11 van deze colleges. Zeven hiervan bevinden zich direct ten noorden van de campus. De andere liggen ongeveer 15 minuten lopen van de universiteit.

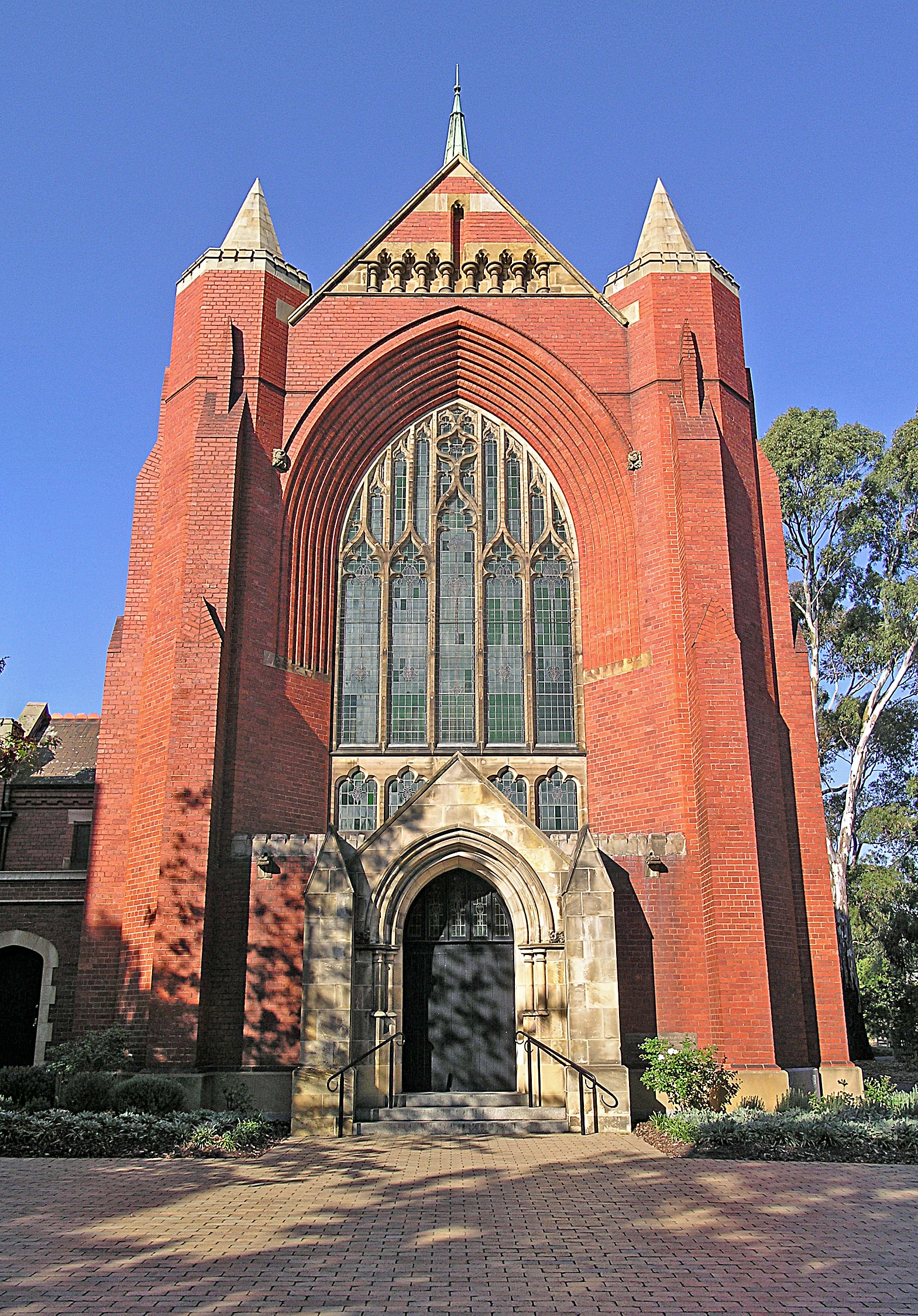
De kapel van Trinity College

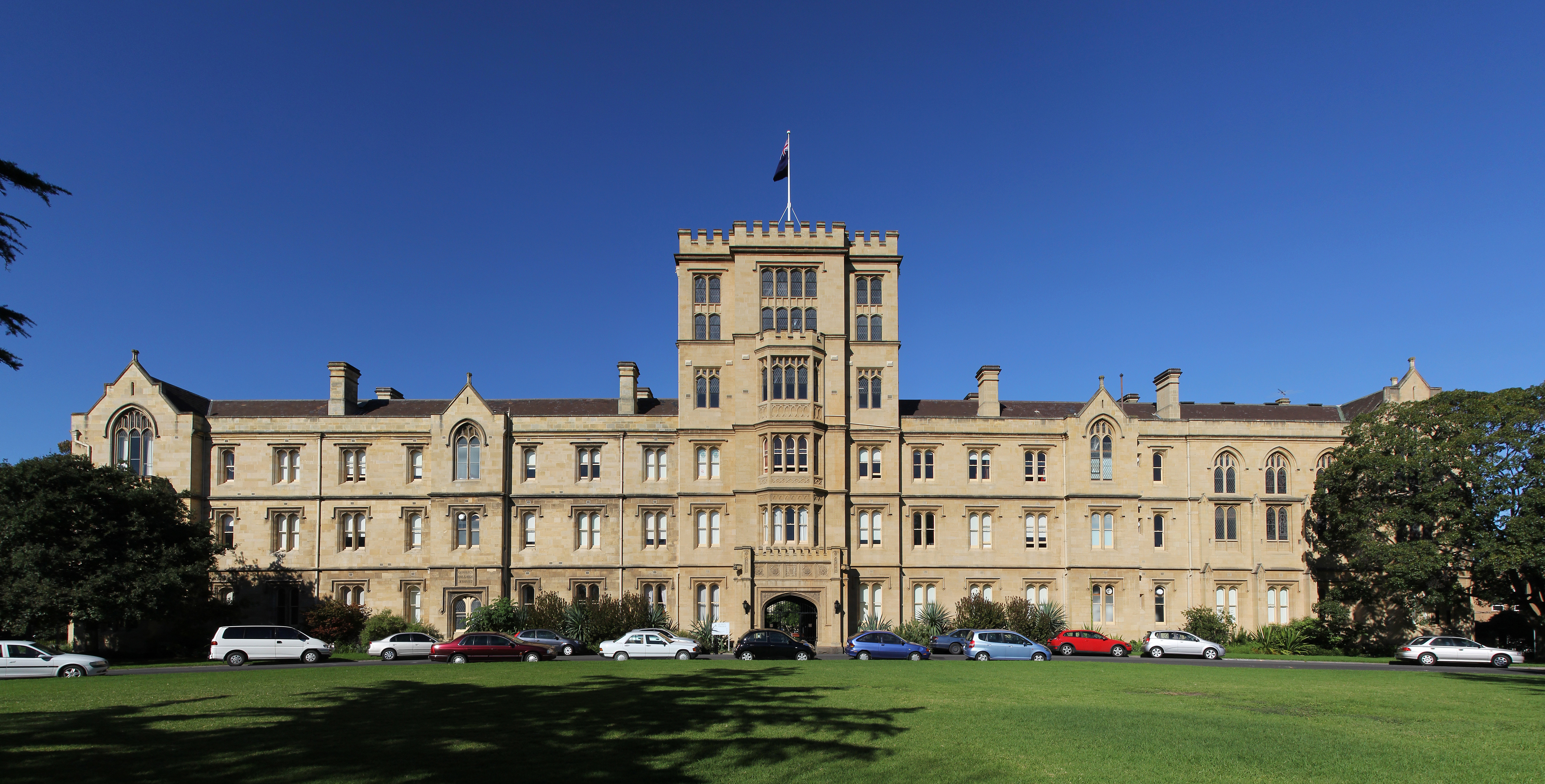
Queen's College
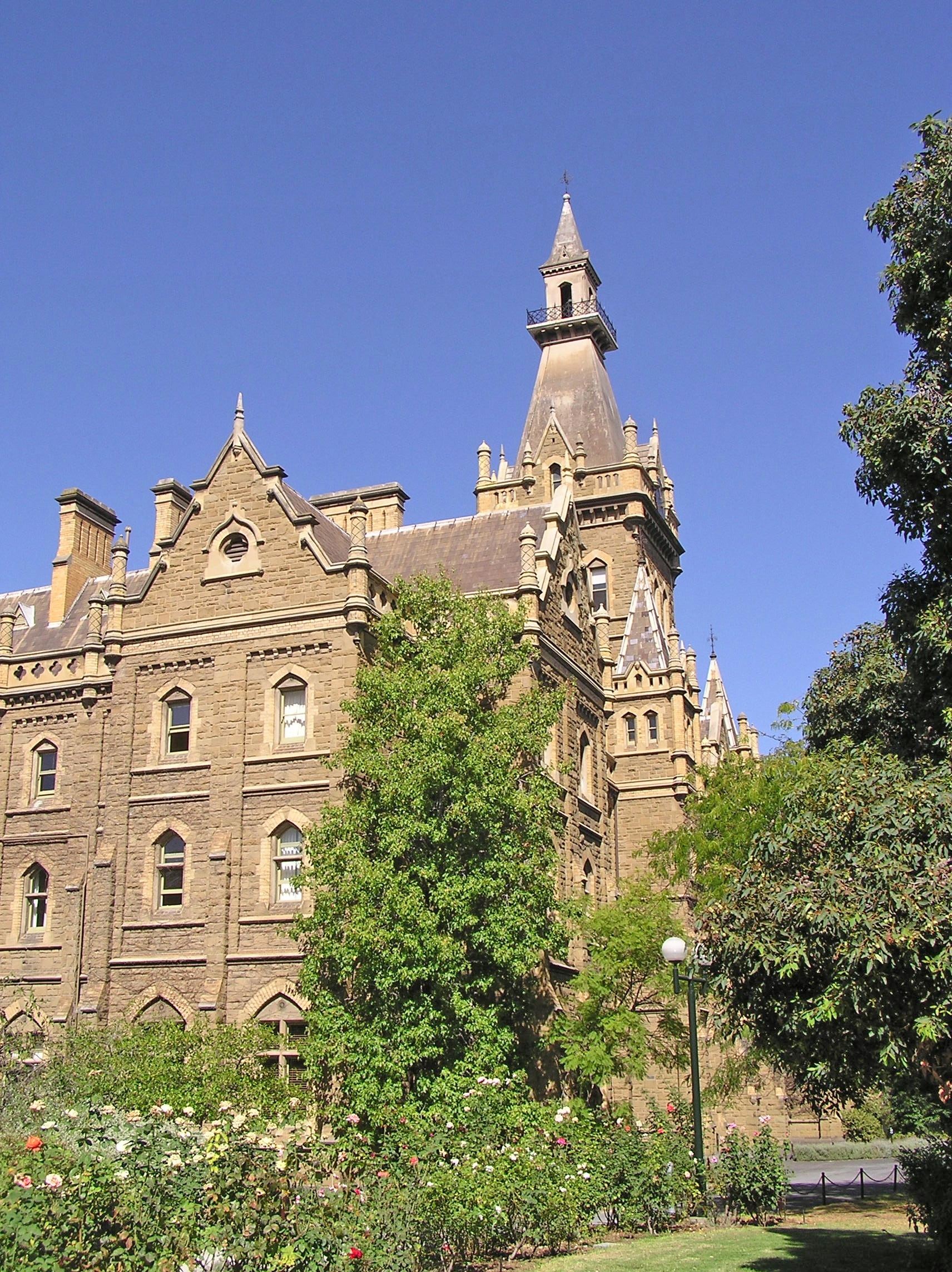
Ormond College
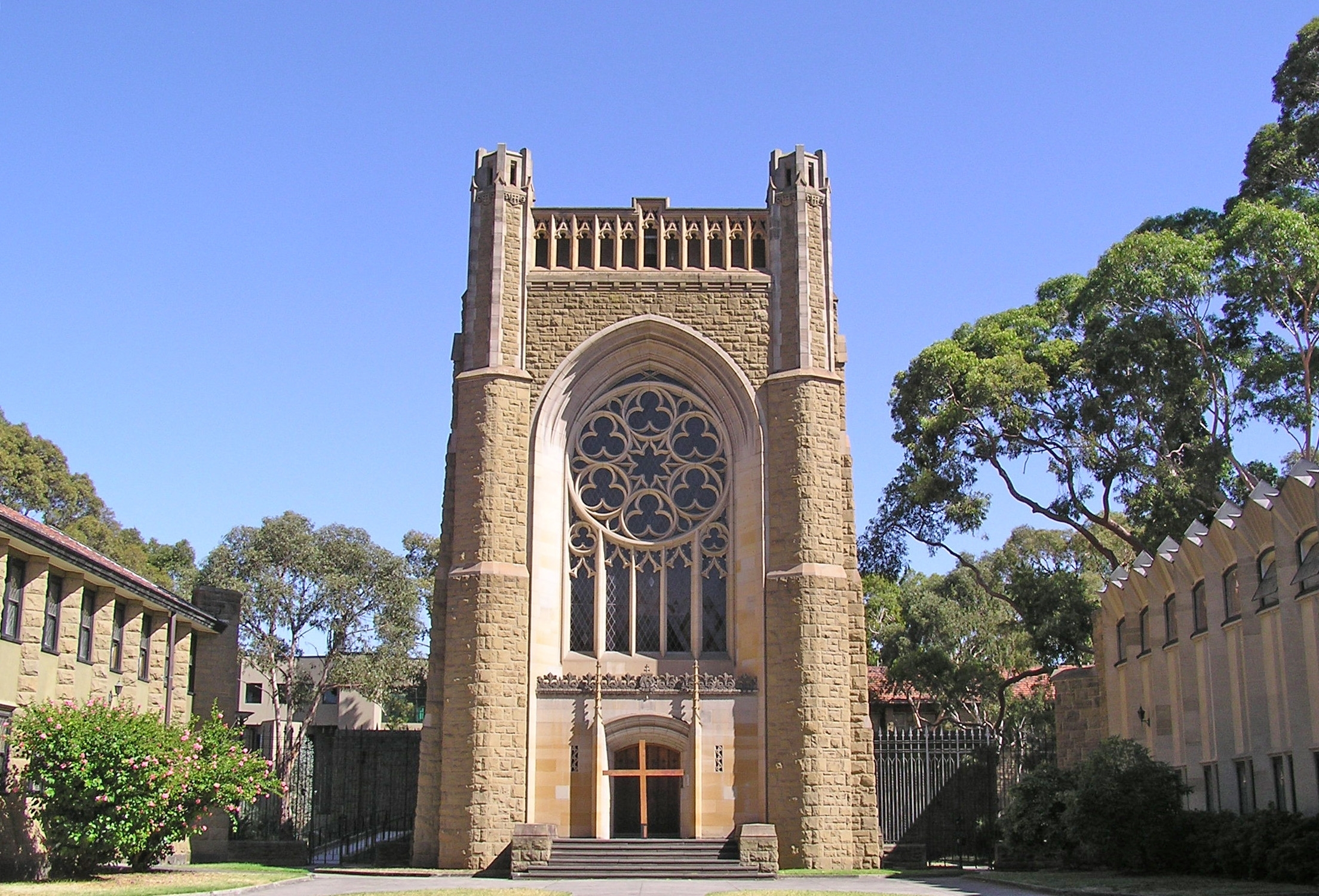
Newman College kapel
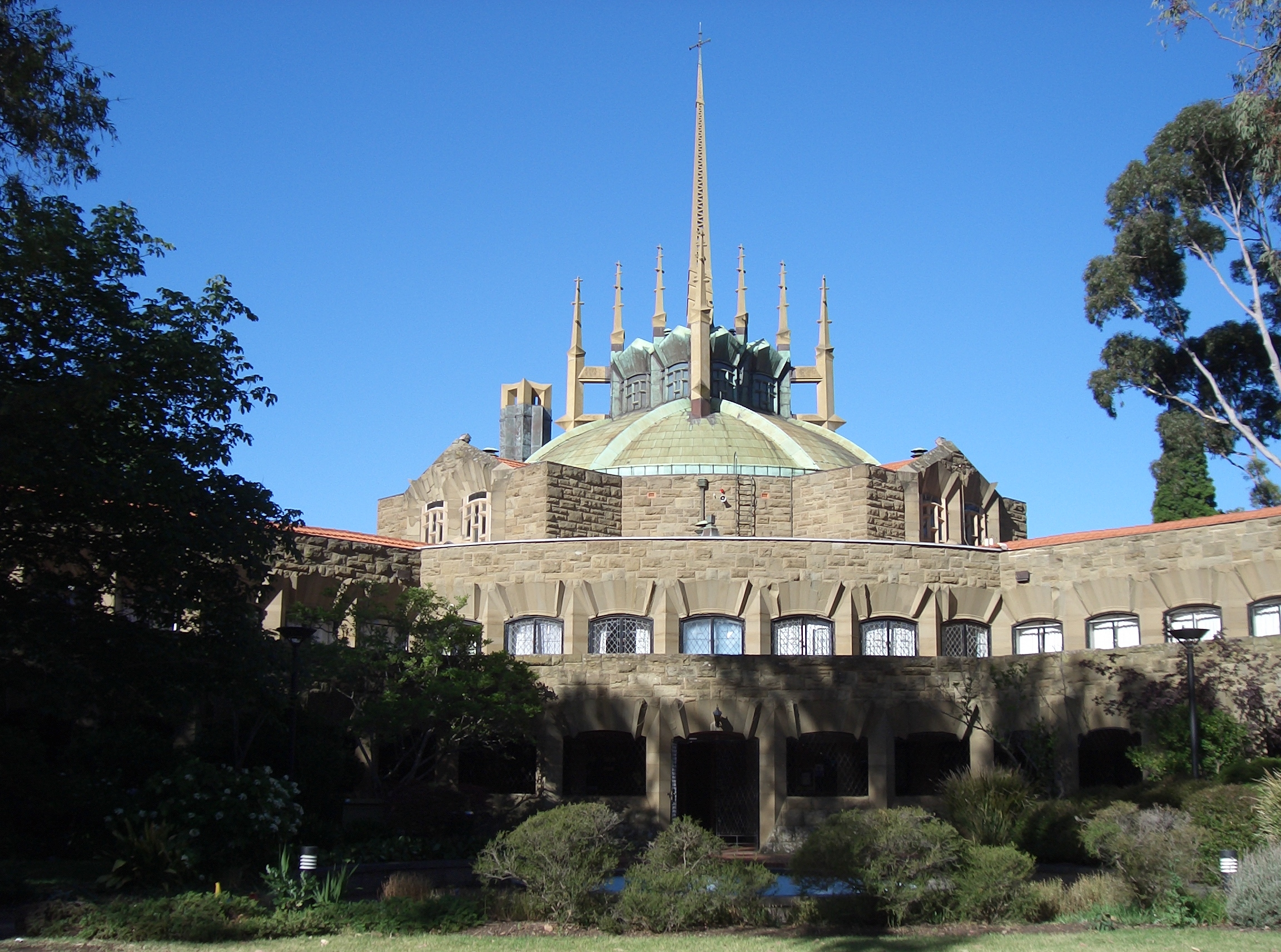
Newman College
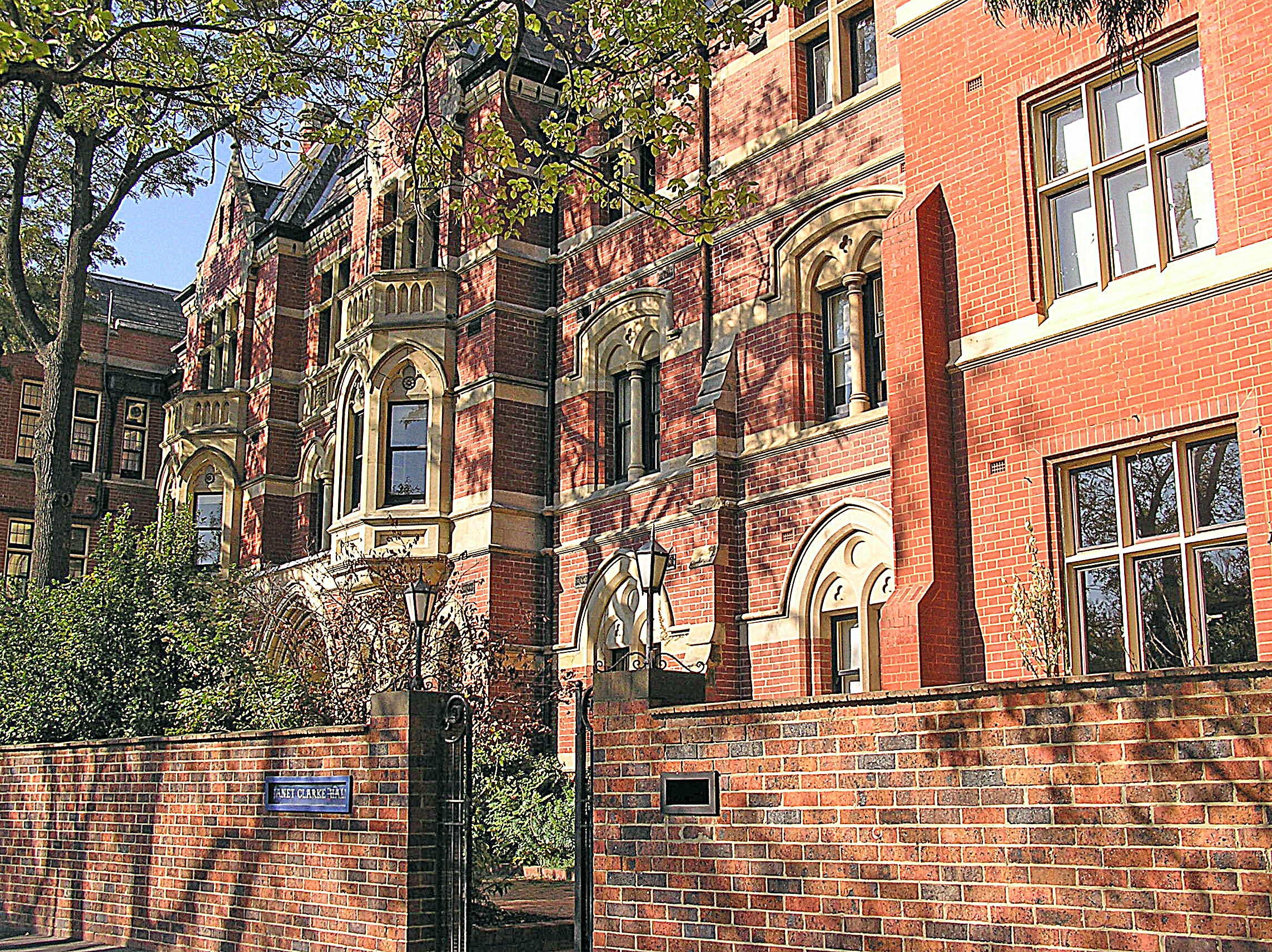
Janet Clarke Hall in Royal Parade, Parkville
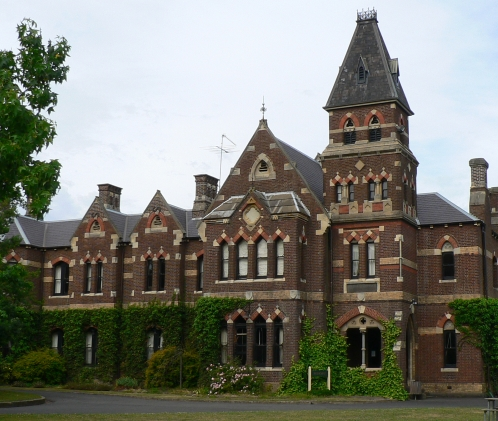
Trinity College
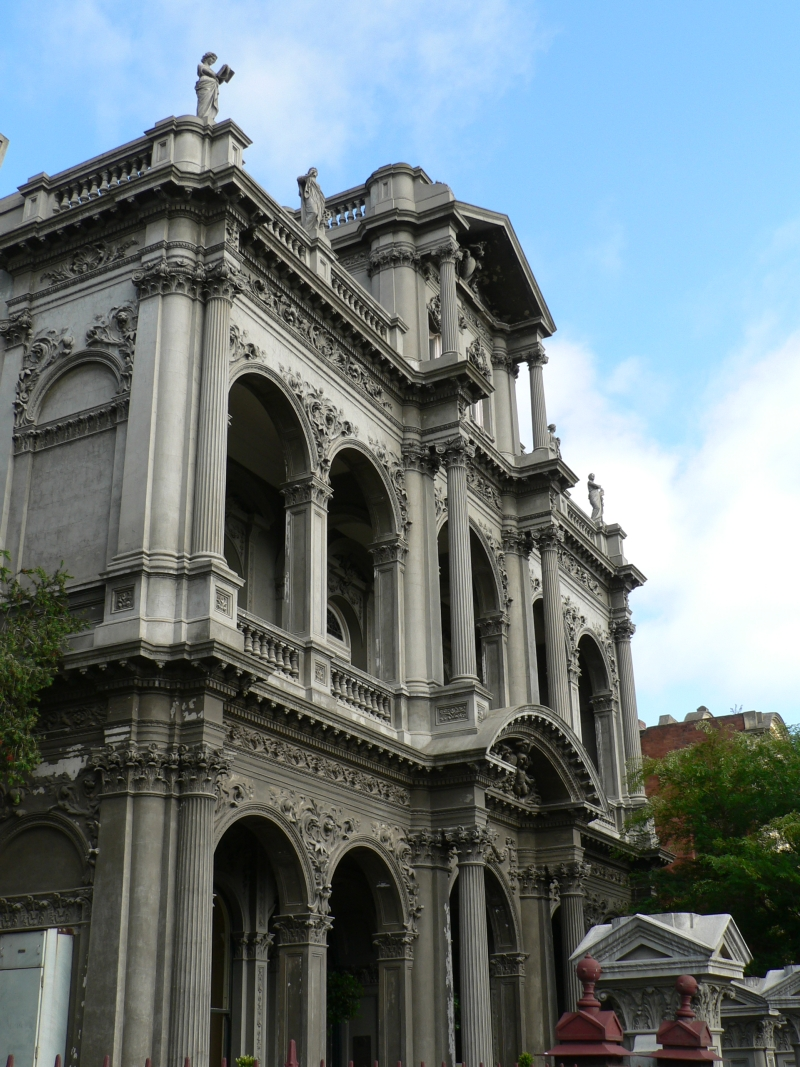
Medley Hall
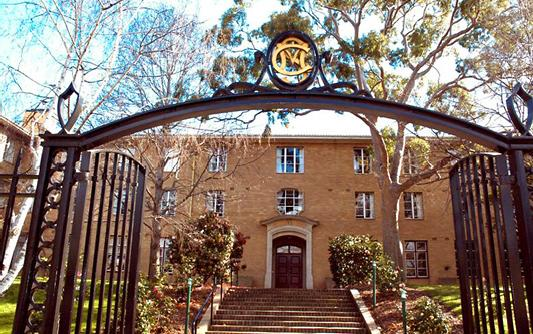
St. Mary's College